# Merb
Merb est un framework de développement web écrit en Ruby. Il suit le patron de conception modèle-vue-contrôleur (MVC). Merb a été créé par le programmeur informatique Ezra Zygmuntowicz et sa première version est sortie en 2008.